# 益康钱庄旧址
益康钱庄旧址位于中国浙江省温州市鹿城区五马街道四营堂巷22号，东邻朱自清旧居（2004年迁移至此），为建于清晚期的民居，20世纪20年代葛明斋、黄淑香夫妇在此开设益康钱庄，1949年后曾作为温州市北区政府，2012年6月修缮后辟为南戏博物馆。该建筑为砖木混合结构的合院式民居，由门厅、正厅和厢房组成，门厅、正厅面阔均为五间，门厅高一层，正厅高三层，厢房面阔三间，高两层，门厅外立面采用巴洛克建筑风格，门厅、正厅与厢房前廊相接成回廊。